# Andoni López
Andoni López Saratxo (Barakaldo, 5 aprile 1996) è un calciatore spagnolo, difensore della Ponferradina.

## Caratteristiche tecniche
È un terzino sinistro.

## Carriera
Cresciuto nel settore giovanile del Bilbao Athletic, debutta in prima squadra il 4 febbraio 2018 in occasione dell'incontro di Primera División perso 2-0 contro il Girona.
Il 18 agosto seguente viene ceduto in prestito all'Almería fino al termine della stagione; con il club biancorosso realizza la sua prima rete fra i professionisti nella vittoria per 2-1 contro lo Sporting Gijón. Il 7 agosto 2019 viene ceduto in prestito all'Elche dove gioca 19 incontri.
Il 1º settembre 2020 si trasferisce a titolo definitivo all'UD Logroñés con cui firma un contratto biennale con clausola di riacquisto per l'Athletic.

## Statistiche
Statistiche aggiornate al 16 maggio 2021.

### Presenze e reti nei club
| Stagione               | Squadra                | Campionato             | Campionato | Campionato | Coppe nazionali | Coppe nazionali | Coppe nazionali | Coppe continentali | Coppe continentali | Coppe continentali | Altre coppe | Altre coppe | Altre coppe | Totale | Totale | Totale |
| Stagione               | Squadra                | Comp                   | Pres       | Reti       | Comp            | Pres            | Reti            | Comp               | Pres               | Reti               | Comp        | Pres        | Reti        | Pres   | Reti   |        |
| ---------------------- | ---------------------- | ---------------------- | ---------- | ---------- | --------------- | --------------- | --------------- | ------------------ | ------------------ | ------------------ | ----------- | ----------- | ----------- | ------ | ------ | ------ |
| 2014-2015              | Baskonia               | TD                     | 15         | 0          |                 | -               | -               |                    | -                  | -                  |             | -           | -           | 15     | 0      |        |
| 2015-2016              | Baskonia               | TD                     | 36         | 4          |                 | -               | -               |                    | -                  | -                  |             | -           | -           | 36     | 4      |        |
| Totale Baskonia        | Totale Baskonia        | Totale Baskonia        | 51         | 4          |                 | -               | -               |                    | -                  | -                  |             | -           | -           | 51     | 4      |        |
| 2016-2017              | Bilbao Athletic        | SDB                    | 35         | 0          |                 | -               | -               |                    | -                  | -                  |             | -           | -           | 35     | 0      |        |
| 2017-2018              | Bilbao Athletic        | SDB                    | 35+2       | 0          |                 | -               | -               |                    | -                  | -                  |             | -           | -           | 37     | 0      |        |
| Totale Bilbao Athletic | Totale Bilbao Athletic | Totale Bilbao Athletic | 72         | 0          |                 | -               | -               |                    | -                  | -                  |             | -           | -           | 72     | 0      |        |
| 2017-2018              | Athletic Bilbao        | PD                     | 1          | 0          | CR              | 0               | 0               |                    | -                  | -                  |             | -           | -           | 1      | 0      |        |
| 2018-2019              | Almería                | SD                     | 18         | 1          | CR              | 0               | 0               |                    | -                  | -                  |             | -           | -           | 18     | 1      |        |
| 2019-2020              | Elche                  | SD                     | 19         | 0          | CR              | 2               | 0               |                    | -                  | -                  |             | -           | -           | 21     | 0      |        |
| 2020-2021              | UD Logroñés            | SD                     | 12         | 0          | CR              | 1               | 0               |                    | -                  | -                  |             | -           | -           | 13     | 0      |        |
| Totale carriera        | Totale carriera        | Totale carriera        | 173        | 5          |                 | 3               | 0               |                    | -                  | -                  |             | -           | -           | 176    | 5      |        |